# Lac de la Grande Fourche
Pour les articles homonymes, voir Grande Fourche et Fourche (homonymie).
Le Lac de la Grande Fourche est un plan d'eau couvrant la municipalité de Saint-Hubert-de-Rivière-du-Loup, dans la municipalité régionale de comté (MRC) de Rivière-du-Loup (MRC), dans la région administrative du Bas-Saint-Laurent, au Québec, au Canada.
La villégiature est dense particulièrement dans la moitié supérieure du lac.

## Géographie
Le "lac de la Grande Fourche" s'étire sur 8,6 km dans le sens nord-sud. Ce lac est alimenté par:
- la rivière Saint-Hubert qui draine les eaux du lac Saint-Hubert (longueur: 3,7 km; altitude: 345 m; municipalité de Saint-Hubert-de-Rivière-du-Loup), et qui se dirige vers le sud, puis bifurque vers l'est pour se déverser dans une baie du sud-ouest du "lac de la Grande Fourche";
- la décharche du lac Morin (longueur: 0,8 km; altitude: 404 m; municipalité de Saint-Honoré-de-Témiscouata) coulant d'abord vers le sud puis vers le nord dans une petite vallée de marais en contournant le Mont Citadelle. Cette décharge recueille les eaux du lac Bergeron (longueur: 0,4 km; altitude: 329 m; municipalité de Saint-Honoré-de-Témiscouata) et se déverse sur la pointe sud du "lac de la Grande Fourche".

Couvrant 100 hectares et situé dans la partie sud du plan d'eau, le superbe marais du "lac de la Grande-Fourche" abrite une grande population de plantes aquatiques Nymphaea leibergii. Les zones tourbeuses riveraines comportent une grande variété d'espèces floristiques et de plantes rares. Les plaisanciers peuvent canoter entre les différentes zones du marais. 
L'embouchure du "lac de la Grande Fourche" est située sur la rive nord du lac dans une zone où la villégiature est dense. Les eaux du lac se déversent dans la rivière Sénescoupé laquelle coule vers le nord pour se déverser sur la rive ouest de la rivière des Trois Pistoles.

## Toponyme
Le toponyme "Lac de la Grande Fourche" a été officialisé le 5 décembre 1968 à la Commission de toponymie du Québec.